# Vrboska
Vrboska är en ort i Kroatien.   Den ligger i länet Dalmatien, i den södra delen av landet, 300 km söder om huvudstaden Zagreb. Vrboska ligger 5 meter över havet och antalet invånare är 526. Den ligger på ön Hvar.
Terrängen runt Vrboska är kuperad söderut, men åt nordväst är den platt. Havet är nära Vrboska åt nordost. Runt Vrboska är det ganska glesbefolkat, med 23 invånare per kvadratkilometer. Närmaste större samhälle är Jelsa, 2,9 km sydost om Vrboska. 